# مغامرات فلاش
مغامرات فلاش هي سلسلة كتيبات مصورة للمؤلف المصري خالد الصفتي عن المؤسسة العربية للطبع والنشر والتوزيع وبدأ إصدارها سنة 1994

## الشخصيات
تحتوى على العديد من الشخصيات التي تمثل كل منها إحدى سلبيات المجتمع بشكل نقدى ساخر مثل توتو عضلات (البلطجى) و نظير (الحاسد) والمواطن المطحون (الموظف الغلبان) وعلام وغيرهما.

## السلسلة
- 1- ديفيليه
- 2 - السقوط إلى البلاعة
- 3 - اكتم السر
- 4 - مهمة خاصة جداً
- 5 - خمس نجوم
- 6 - بحيرة البجع
- 7 - كوابيس
- 8 - مغامرة في تركيا
- 9 - سوبر مان سى
- 10 - الهدف
- 11 - لقاء مع الماضي
- 12 - كنز الفرعون
- 13 - حادث في المطار
- 14 - الانتقام الرهيب
- 15- بطل من ورق
- 16 - مغامرة في الترام
- 17 - كابتن هرقل
- 18 - كابتن توتو
- 19 - حكاية عم هريدى
- 20 - في بيتنا راديو
- 21 - الذاكرة الملعونة
- 22 - المستشار